# Locustella luscinioides
La buscarla unicolor (Locustella luscinioides) es una especie de ave paseriforme de la familia Sylviidae. Es propia de Europa y África.

## Descripción
Es de aspecto similar al ruiseñor bastardo (Cettia cetti) y al carricero común (Acrocephalus scirpaceus). Tiene el plumaje de color pardo por la parte superior, siendo más claro por la inferior; cola de aspecto fuerte, pico pardo y patas pardo oliva.  Los ejemplares inmaduros son más oscuros en el dorso y en la parte inferior más rojizos que los adultos. Mide entre 13 y 14 cm y tiene una envergadura de 18 a 21 cm. Su canto es un zumbido como de insecto, parecido al de la buscarla pintoja (Locustella naevia), aunque es más rápido y de tono más bajo.

## Distribución
Es una especie migratoria de larga distancia. Nidifica en Europa del este y en las regiones del mar Negro y mar Caspio. En Europa occidental su distribución es fragmentaria, con poblaciones aisladas. Inverna en África.
En España nidifica en verano en el este y sur de la península ibérica y en humedales del interior. En el norte cría escasamente y en Baleares es poco común.

## Comportamiento

### Reproducción

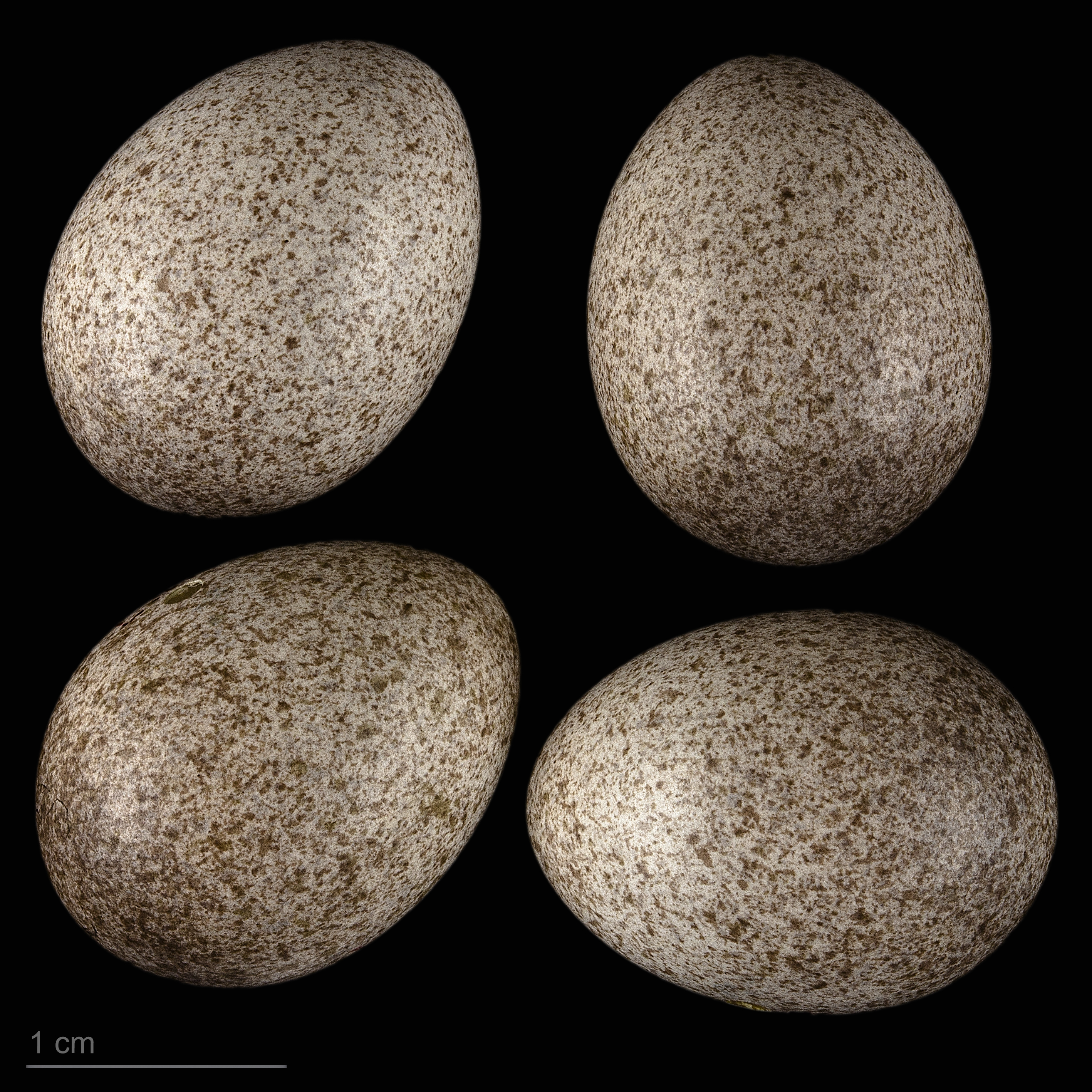
Locustella luscinioides - MHNT

La época de cría tiene lugar de abril a agosto, con de cuatro a seis huevos blancos con puntos marrones en una o dos puestas. El macho construye el nido, ayudado por la hembra, habitualmente a solo unos 30 cm por encima del nivel del agua, y se encuentra bien oculto y protegido de la lluvia con ramitas. La hembra es la única que incuba los huevos, siendo alimentada por el macho.

### Alimentación
Su alimentación se compone de insectos, efemerópteros, dípteros, arañas y larvas de mariposas.

## Subespecies
Se reconocen las siguientes subespecies:
- Locustella luscinioides luscinioides
- Locustella luscinioides sarmatica
- Locustella luscinioides fusca